# Atletica leggera ai XVII Giochi paralimpici estivi - 100 metri piani T38 maschili
Ai XVII Giochi paralimpici estivi la competizione dei 100 metri piani maschili T38 si è svolta il 31 agosto 2024 presso lo Stade de France di Parigi.

## Situazione pre-gara

### Record
Prima di questa competizione, il record del mondo, il record paralimpico e i record continentali erano i seguenti.
| Record              | Prestazione | Atleta                       | Data e luogo                      | Competizione                  |
| ------------------- | ----------- | ---------------------------- | --------------------------------- | ----------------------------- |
| Record mondiale     | 10"72       | Jaydin Blackwell Stati Uniti | 20-7-2024 Miramar, Stati Uniti    |                               |
| Record paralimpico  | 10"74       | Hu Jianwen Cina              | 13-9-2016 Rio de Janeiro, Brasile | XV Giochi paralimpici estivi  |
| Record africano     | 11"11       | Dyan Buis Sudafrica          | 1-9-2012 Londra, Regno Unito      | XIV Giochi paralimpici estivi |
| Record panamericano | 10"72       | Jaydin Blackwell Stati Uniti | 20-7-2024 Miramar, Stati Uniti    |                               |
| Record asiatico     | 10"74       | Hu Jianwen Cina              | 13-9-2016 Rio de Janeiro, Brasile | XV Giochi paralimpici estivi  |
| Record europeo      | 10"94       | Thomas Young Gran Bretagna   | 28-8-2021 Tokyo, Giappone         | XVI Giochi paralimpici estivi |
| Record oceaniano    | 10"79       | Evan O'Hanlon Australia      | 1-9-2012 Londra, Regno Unito      | XIV Giochi paralimpici estivi |

### Campioni in carica
I campioni in carica a livello mondiale erano i seguenti.
| Campione    | Atleta                       | Prestazione | Data e luogo                   | Competizione                         |
| ----------- | ---------------------------- | ----------- | ------------------------------ | ------------------------------------ |
| Paralimpico | Thomas Young Gran Bretagna   | 10"94       | 28 agosto 2021 Tokyo, Giappone | XVI Giochi paralimpici estivi        |
| Mondiale    | Jaydin Blackwell Stati Uniti | 10"86       | 18 maggio 2024 Kōbe, Giappone  | Campionati mondiali paralimpici 2024 |

### La stagione
Prima di questa gara, gli atleti con le migliori tre prestazioni mondiali dell'anno erano:
| Pos. | Atleta                       | Prestazione | Data e luogo                   |
| ---- | ---------------------------- | ----------- | ------------------------------ |
| 1    | Jaydin Blackwell Stati Uniti | 10"72       | 20-7-2024 Miramar, Stati Uniti |
| 2    | Thomas Young Gran Bretagna   | 10"92       | 20-7-2024 Londra, Regno Unito  |
| 3    | Dimitri Jozwicki Francia     | 10"99       | 13-6-2024 Parigi, Francia      |

## Risultati
La finale si è corsa alle 19:25 del 31 agosto.
| Posizione | Corsia | Atleta                        | Nazionalità   | Tempo | Note                          |
| --------- | ------ | ----------------------------- | ------------- | ----- | ----------------------------- |
| Oro       | 4      | Jaydin Blackwell              | Stati Uniti   | 10"64 | Record mondiale               |
| Argento   | 6      | Ryan Medrano                  | Stati Uniti   | 10"97 | Miglior prestazione personale |
| Bronzo    | 9      | Juan Alejandro Campas Sanchez | Colombia      | 10"99 | Miglior prestazione personale |
| 4         | 5      | Thomas Young                  | Gran Bretagna | 11"00 |                               |
| 5         | 7      | Dimitri Jozwicki              | Francia       | 11"13 | [ 2 ]                         |
| 6         | 2      | Santiago Solis Torres         | Colombia      | 11"17 | [ 3 ]                         |
| 7         | 8      | Nick Mayhugh                  | Stati Uniti   | 11"37 |                               |
| 8         | 1      | Ali Al-Rikabi                 | Iraq          | 11"48 | =                             |
| 9         | 3      | Zhou Peng                     | Cina          | 11"94 |                               |